# Francisco Samper Polo
Francisco Alfonso Samper Polo (Valparaíso, 20 de junio de 1932) es un jurista y académico chileno, especialista en Derecho Romano.
Su labor académica ha sido reconocida en la Pontificia Universidad Católica de Chile con el premio Abdón Cifuentes.

## Biografía
Realizó sus estudios primarios y secundarios en el Instituto Rafael Ariztía de Quillota, perteneciente a los Hermanos Maristas. Posteriormente cursó Derecho en la Universidad Católica de Valparaíso, donde se licenció el 21 de diciembre de 1961. Realizó un doctorado en la Universidad de Navarra, bajo la dirección de Álvaro d'Ors. Su tesis fue calificada con distinción máxima.
Ha ejercido la docencia en numerosas universidades, tanto de España como de Chile, entre ellas, las de Navarra (1963), Compostela (1970), Valladolid (1973), Palma de Mallorca (1978), donde además fue decano entre 1978 y 1980, Cantabria, donde fue decano fundador de la Facultad de Derecho de la ciudad de Santander (1982-1985), Católica de Chile (1980), donde fue director del Doctorado en Derecho, de Chile (2008), Andrés Bello, Gabriela Mistral,  SEK, Adolfo Ibáñez, Universidad de los Andes (Chile), Bernardo O'Higgins y la Universidad de Santiago de Chile.[cita requerida]
Fue magistrado de la Audiencia Provincial de Palma de Mallorca entre el 1 de octubre de 1979 y el 1 de septiembre de 1982.

## Publicaciones

### Libros
- 1975. Derecho Romano. Pontificia Universidad Católica de Valparaíso.
- 2007. Derecho Romano. Pontificia Universidad Católica de Chile.

### Traducciones
- 2017. Las instituciones de Gayo.[5] Pontificia Universidad Católica de Chile.

### Artículos
- 2000. “Agua Cotidiana y Estival”, Revista de Derecho Administrativo y Económico, Santiago.
- 1999. “Hurto de aguas”, Revista de Derecho Administrativo y Económico, Santiago.
- 1998. “Digesto 19.5.12. Proculus XI Epistolarium. Una nota crítica”, Revista Chilena de Derecho. Santiago.
- 1991. “La finalidad de la enseñanza romanística. Bases intelectuales para la presentación de un programa de estudio”, Revista Chilena de Derecho, Pontificia Universidad Católica de Chile. Santiago.
- 1988. “Sobre los problemas de la investigación romanística”. Revista Chilena de Derecho, Pontificia Universidad Católica de Chile. Santiago.
- 1987. “Tres textos sobre possessio ex bona fide”, en Estudios en Honor de Álvaro d’ Ors”, EUNSA, Pamplona.
- 1985. “La sucesión del liberto no ciudadano romano”. Revista Chilena de la Historia del Derecho, Universidad de Chile, Santiago.
- 1984. "Los iura y las leges en el Derecho Romano postclásico". Universidad de Santander.
- 1982. "Los bona paterna y la fecha de las interpretationes". Universidad de Palma de Mallorca.
- 1980. “Soliloquios en torno a Marco Aurelio” Palma de Mallorca.
- 1978. “Rescriptos preadrianeos”, en Estudios en homenaje a U. Álvarez, Madrid.
- 1974. “El significado de cernere en las fuentes postclásicas. Estudios en homenaje a J. Santa Cruz, Valencia.
- 1972. El destino del ius liberorum en el tardo Derecho Romano Occidental, Santiago de Compostela.
- 1971. “De bonis libertorum”. Anuario de la Historia del Derecho Español.
- 1971. “Pars debita en el Derecho Romano Vulgar”. Studia et Documenta Historiae et Iuris (Roma).
- 1970. Democracia y Demofilia. Sobre las concepciones políticas del mundo clásico, Arco (Bogotá).
- 1968. “La disposición mortis causa en el Derecho Romano Vulgar”. Anuario de la Historia del Derecho Español.